# دیوفانت
دیوفانت اسکندرانی (به یونانی: Διόφαντος ὁ Ἀλεξανδρεύς) از ریاضیدانان قدیم است که در حدود قرن سوم عصر حاضر می‌زیسته‌است.

## شرح زندگی
از کسانی که اهمیت وافری در بسط جبر و تأثیری عظیم بر دانشمندان اروپایی نظریه اعداد داشتند، دیوفانت بود. دیوفانت، همچون هرون، ریاضیدان دیگری با تاریخ و ملیت نامعلوم است.
گرچه شواهد ضعیفی وجود دارند مبنی بر اینکه وی شاید از معاصرین، یا تقریباً از معاصرین هرون بوده‌است، اغلب مورخین مایلند او را در قرن سوم عصر حاضر قرار دهند. سوای این حقیقت که او در اسکندریه زندگی می‌کرده‌است چیز قطعی در باره وی معلوم نمی‌باشد. تقریباً همه آنچه از زندگی شخصی دیوفانت می‌دانیم اطلاعات موجود در یک معما است که در خلاصه زیر از کتیبه گوری که در آنتولوژی یونانی داده شده‌است، مندرج است:
«دیوفانت یک ششم زندگانی خود را در کودکی به سر برد، یک دوازدهم آن را در جوانی و یک هفتم دیگر را در تجرد. پنج سال بعد از ازدواج صاحب پسری شد که چهار سال پیش از پدر، در سنی که نصف سن (نهایی) پدرش بود، در گذشت.دیوفانت به هنگام وفات چند سال داشت؟»
او به خاطر مطالعات خود در زمینه معادلاتی با متغیرهای گویا بسیار مشهور است و این معادلات پس از او به نام معادلات دیوفانتی یا معادلات سیاله نامیده شدند. دیوفانت سه اثر نوشته‌است:
- آریثمتیکا (Arithmetica) یا همان علم حساب، مهم‌ترین اثر وی است که ۶ مقاله از ۱۳ مقاله آن باقی است.
- درباره اعداد چند ضلعی (On Polygonal Numbers) که تنها قطعه‌ای از آن باقی است.
- پوریسمها که مفقود شده‌است. پوریسم (Porism) امروزه به عنوان گزارهای گرفته می‌شود، بیانگر شرطی که مسئله معینی را قابل حل می‌گرداند، و در این صورت مسئله بینهایت جواب دارد. برای مثال اگر r و R شعاع‌های دو دایره و d فاصله بین مراکز آن‌ها باشد، مسئله محاط کردن مثلثی در دایرهٔ به شعاع R که بر دایره به شعاع r محیط شود، فقط و فقط وقتی قابل حل است که {\displaystyle R^{2}=2r\pi }، و در این صورت بینهایت مثلث از این قبیل وجود خواهد داشت. این واژه توسط اقلیدس به کار رفته‌است.

آریثمتیکا شارحین بسیاری داشته‌است، اما رگیومونتانوس (Regiomontanus) بود که در سال ۱۴۶۳، برای ترجمه لاتین متن یونانی آن دعوت به عمل آورد. ترجمه شایسته‌ای از آن، همراه با شرح، در ۱۵۷۵ توسط کسیلاندر (Xylander) -نامی یونانی که ویلهلم هولتسمان (Wilhelm Holzmann)، استادی در دانشگاه هایدلبرگ اختیار کرده بود-انجام شد. این ترجمه به نوبه خود توسط باشه دومزیریاک (Bachet de Meziriac) فرانسوی مورد استفاده قرار گرفت و وی در ۱۶۲۱ اولین چاپ متن یونانی را همراه با ترجمه لاتین و حاشیه‌هایی بر آن منتشر کرد. چاپ دومی، که با بی‌مبالاتی صورت گرفته بود، در ۱۶۷۰ انتشار یافت، و از نظر تاریخی بدان سبب اهمیت دارد که حواشی نوشته شده توسط فرما را که انگیزه تحقیقات گسترده‌ای در نظریه اعداد شد، شامل می‌شد. ترجمه‌های فرانسوی، آلمانی و انگلیسی بعدها ظاهر شدند.
آریثمتیکا یک بررسی تحلیلی از نظریه جبری اعداد است و دلالت بر چیره‌دستی مؤلف آن در این زمینه دارد. بخش موجود این اثر به حل حدود ۱۳۰ مسئله، که تنوع قابل ملاحظه‌ای دارند، اختصاص یافته‌است و منجر به معادلاتی از درجه اول و دوم می‌شوند. در این اثر حالت بسیار خاصی از معادله درجه سوم حل شده‌است. مقاله اول به معادلات معین با یک مجهول مربوط است، و مقاله‌های دیگر به معادلات نامعین (سیاله) از درجه دوم و گاهی بیشتر، با دو یا سه مجهول می‌پردازند. آنچه قابل توجه‌است فقدان روش‌های کلی، و کاربردهای مکرر تدابیر هوشمندانه‌ای است که به اقتضای هر مسئله طرح می‌شوند. دیوفانت تنها جوابهای گویای مثبت را قبول داشت و اغلب حالات فقط به یک جواب برای مسئله قانع بود.
چند قضیه مؤثر دربارهٔ اعداد در آریثمتیکا وجود دارند. مثلاً، بدون برهان ولی با اشاراتی به پوریسمها، گفته می‌شود که تفاضل دو مکعب گویا مجموع دو مکعب گویا نیز هست. مطلبی که بعداً توسط ویت، باشه و فرما تحقیق شد.
قضایای زیادی دربارهٔ نمایش اعداد به صورت مجموع دو، سه یا چهار مربع وجود دارند، این زمینه تحقیق بعدها به وسیله فرما، لئونارد اویلر و لاگرانژ تکمیل شد. شاید ذکر برخی از مسائلی که در آریثمتیکا دیده می‌شوند جالب باشد، همه آن‌ها جذاب و بعضی از آن‌ها مستلزم تلاش فراوان هستند. باید در نظر داشت که منظور از «عدد»، «عدد مثبت گویا» است. (شماره گذاری مسائل به همان ترتیبی است که در Diophantus of Alexandria چاپ دوم به کار رفته‌است)
- مسئله ۲۸، مقاله ۲: دو عدد مربع کامل بیابید که اگر حاصلضرب آن‌ها بر هریک از آن‌ها افزوده شود، یک مربع کامل عاید نماید.

(جواب دیوفانت:{\displaystyle ({\frac {7}{24}})^{2},({\frac {3}{4}})^{2}})
- مسئله۶، مقاله ۳: سه عدد پیدا کنید که مجموع آن‌ها یک مربع کامل و مجموع هر زوج آن‌ها یک مربع کامل باشد.

(جواب دیوفانت: ۸۰، ۳۲۰، ۴۱)
- مسئله۷، مقاله ۳: سه عدد که تصاعد حسابی تشکیل می‌دهند، پیدا کنید که مجموع هر زوج از آن‌ها یک مربع کامل باشد.

(جواب دیوفانت: {\displaystyle 1560{\frac {1}{2}},840{\frac {1}{2}},120{\frac {1}{2}}})
- مسئله۱۳، مقاله ۳: سه عدد بیابید که وقتی حاصلضرب هر دو تا از آن‌ها به سومی افزوده شود، حاصل یک مربع کامل باشد.

همانطور که گفته شد مسایل جبری نامعین (معادلات سیاله) که در آن تنها باید جوابهای گویا را یافت، به مسایل دیوفانتی معروف شده‌اند. در واقع، موارد استفاده امروزی این اصطلاح اغلب متضمن تحدید جوابها به اعداد صحیح است. اما دیوفانت خود ابداع‌کننده مسایلی از این قبیل نبوده‌است. همچنین بر خلاف آنچه گاهی گفته می‌شود، اولین کسی نبوده‌است که با معادلات سیاله کار کرده‌است، و اولین کسی نبوده‌است که معادلات درجه دوم را به روش غیر هندسی حل کرده‌است. با این حال وی شاید اولین کسی بوده که گامهایی در جهت نماد گذاری جبری برداشته‌است. این گامها ماهیتاً از نوع علائم اختصاری تندنویسی بودند.
دیوفانت علائم اختصاری برای مجهول، توانهای مجهول تا مرتبه ششم، تفریق، تساوی، و معکوسها داشت. کلمه «آریثمتیک» در انگلیسی کنونی (arithmetic) به معنی علم حساب، از کلمه یونانی آریثمتیکه (arithmetike) ترکیبی از کلمات آریثموس (arithmos) برای «عدد» و تکنه (techne) برای «علم»، ناشی می‌شود.
هیث به‌طور نسبتاً متقاعد کننده‌ای خاطر نشان کرده‌است که نماد دیوفانت برای مجهول احتمالاً از ادغام دو حرف یونانی ρ,α
در کلمه آریثموس مشتق شده‌است، که با گذشت زمان، به سیگمای نهایی نهایی یونانی ς شباهت پیدا کرده‌است. با وجود اینکه در این مورد تردید وجود دارد، معنی نماد برای توانها مجهول کاملاً روشن است.
مثلاً «توان دوم مجهول» با {\displaystyle \Delta ^{\Upsilon }} دو حرف اول کلمه یونانی «دونامیس» (dunamis-ΔΥΝΑΜΙΣ) برای «توان» نشان داده می‌شود. همینطور «مکعب مجهول» با {\displaystyle \kappa ^{\Upsilon }}، دو حرف اول کلمه یونانی «کوبوس» (kubos-ΚΥΒΟΣ) برای «مکعب» نشان داده می‌شود.
می‌توان به سادگی توضیحاتی برای توان‌های بعدی مجهول داد، {\displaystyle \Delta ^{\Upsilon }\Delta } (مربع-مربع)، {\displaystyle \Delta \kappa ^{\Upsilon }} (مربع-مکعب) و {\displaystyle \kappa ^{\Upsilon }\kappa } (مکعب-مکعب) عرضه کرد.
نماد دیوفانت برای «منها» شبیه علامت V برعکس است که نیمساز زاویه آن رسم شده باشد. این به عنوان ترکیبی از «Λ» (لاندای بزرگ یونانی) و «Ι» (اوتای بزرگ یونانی)، حروفی در کلمه یونانی لایپیس (ΛΕΙΨΙΣ) برای «فاقد بودن» تعبیر شده‌است. کلیه جملات منفی در یک عبارت یکجا جمع می‌شوند و نماد منها پیش از آن‌ها می‌آید. جمع با پهلوی هم نهادن نشان داده می‌شود، و ضریب هر توان مجهول با ارقام یونانی الفبایی بعد از نماد توان، نمایش داده می‌شود. اگر جمله ثابتی موجود باشد آنگاه M، مخففی از کلمه یونانی «مونادس» (monades-ΜΟΝΑΔΕΣ)، برای «آحاد»، باضریب عددی مناسب، برای نمایش آن به کار می‌رود.
مثلاً x3+13x2+5x و x3-5x2+8x-1 به صورت:
ظاهر می‌شوند که به‌طور تحت‌الفظی چنین خوانده می‌شوند:
«مکعب مجهول ۱، مربع مجهول ۱۳، مجهول ۵» و « (مکعب مجهول ۱، مجهول ۸) منهای (مربع مجهول ۵، آحاد ۱) »